# Allesfresser

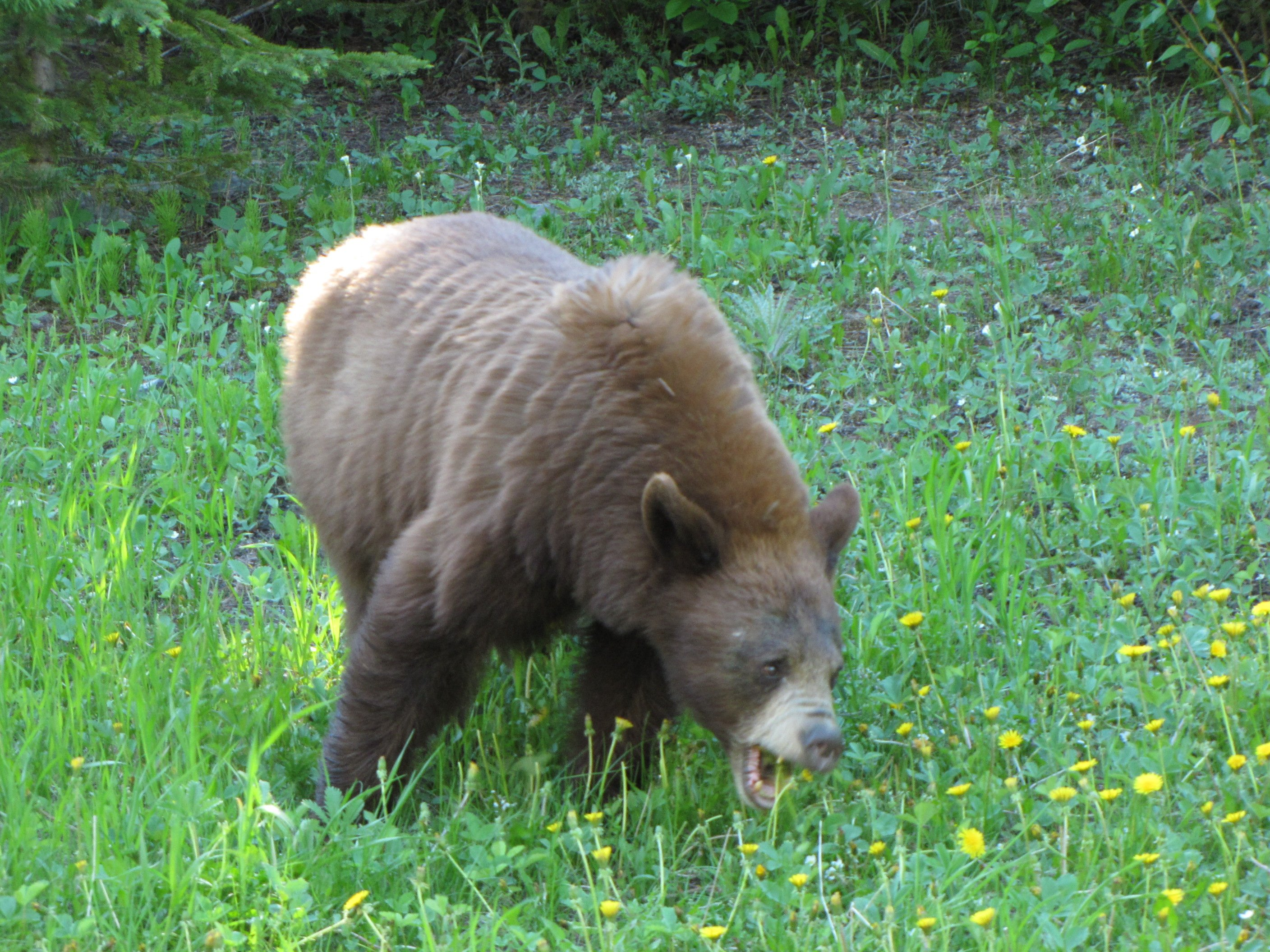
Viele Bärenarten wie der Schwarzbär sind typische Allesfresser. Dieses Exemplar frisst Löwenzahn.

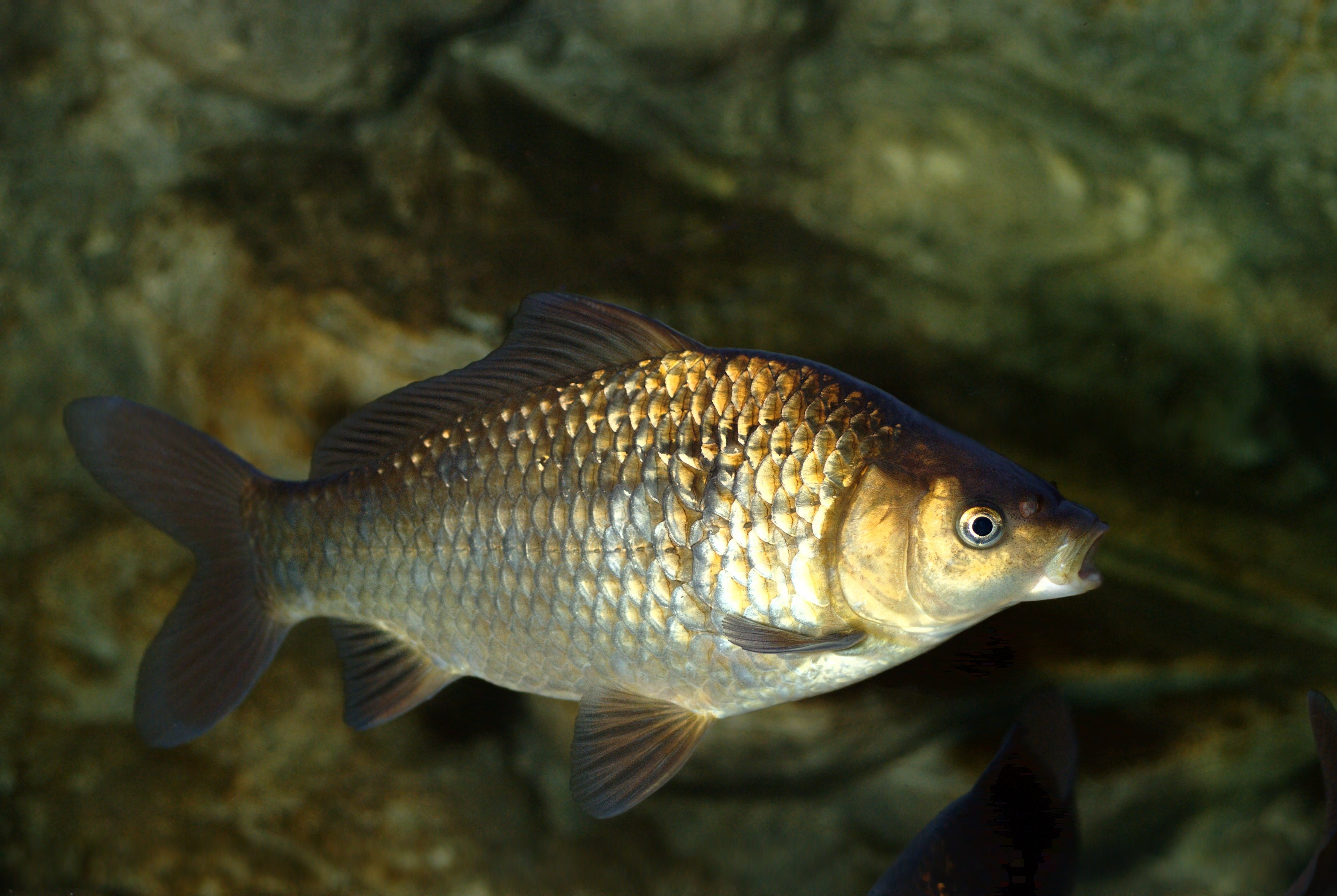
Einer der Grundlagen für den Erfolg der Ausbreitung des Giebels, der Wildform des Goldfischs, ist seine Omnivorität.

Als Allesfresser, Omnivore (von lateinisch omnis „alles“ und vorare „fressen“) oder Pantophagen (von altgriechisch πᾶν pan „alles“ [Genitiv παντός pantos] und φαγεῖν phagein „fressen“) werden Tiere bezeichnet, deren Nahrung sich aus verschiedenartiger Kost aus Pflanzen und Tieren zusammensetzt. Eine allgemeinere Definition von Omnivorie ist, dass eine Art sich von Organismen unterschiedlicher trophischer Ebenen ernährt – zum Beispiel von Primärproduzenten (Pflanzen) und Konsumenten (Tieren). Allesfresser sind Nahrungsgeneralisten, weil sie keine besonderen Ansprüche in Sachen Nahrung stellen und somit äußerst viele verschiedene organische Substanzen wie Fleisch oder Pflanzen verwerten können, was ihnen Vorteile gegenüber Arten geben kann, die auf eine bestimmte Nahrung spezialisiert sind.
Das „Allesfressergebiss“ zeichnet sich durch bunodonte Zähne aus, Backenzähne, die mit Höckern versehen sind. Sind vier Höcker vorhanden, sind die Zähne oligobunodont (ὀλίγος olígos „wenig“), bei mehr Höckern sind sie polybunodont (πολύς polýs „viel“).
Omnivoren sind keine taxonomische Gruppe, sondern umfassen diverse nicht näher miteinander verwandte Arten. Typische Vertreter sind beispielsweise Ratten, Schweine und der Mensch. Auch Bären, die zu der Ordnung der Raubtiere zählen (Carnivora), sind überwiegend Allesfresser.
Omnivorie ist nicht immer beabsichtigt. So nehmen Kühe beim Fressen von Gras zwangsläufig auch im Gras minierende pflanzenfressende Insekten auf. Kühe und andere Weidegänger sind demnach streng genommen keine reinen Herbivoren (Pflanzenfresser), sondern Omnivoren. Viele Herbivoren ergänzen ihre Nahrung aber auch gezielt mit tierischer Nahrung, die proteinreicher als pflanzliche Nahrung ist. So sind einige an sich herbivore Insekten in ihrer frühen Entwicklung kannibalistisch.
In theoretischen Modellen galt Omnivorie lange Zeit als destabilisierend für Räuber-Beute-Populationssysteme. Demnach hätten omnivore Arten in Räuber-Beute-Modellen mit hoher Wahrscheinlichkeit zum Aussterben von Arten geführt. Dem steht die Häufigkeit der Omnivorie in natürlichen Systemen gegenüber. Wären die Modelle korrekt, müsste Omnivorie jedoch selten auftreten. Neuere Untersuchungen mit realistischeren Modellen zeigten, dass Omnivorie nicht unbedingt zu höheren Aussterberaten führen muss.